# Velbert Hauptbahnhof
Velbert Hauptbahnhof war der Hauptbahnhof der nordrhein-westfälischen Stadt Velbert und lag an der Bahnstrecke Oberdüssel–Kettwig. Neben Miltenberg Hauptbahnhof und Solingen Hauptbahnhof (alt) ist Velbert Hauptbahnhof einer der wenigen als Hauptbahnhof bezeichneten Bahnhöfe in Deutschland, die stillgelegt wurden.

## Geschichte

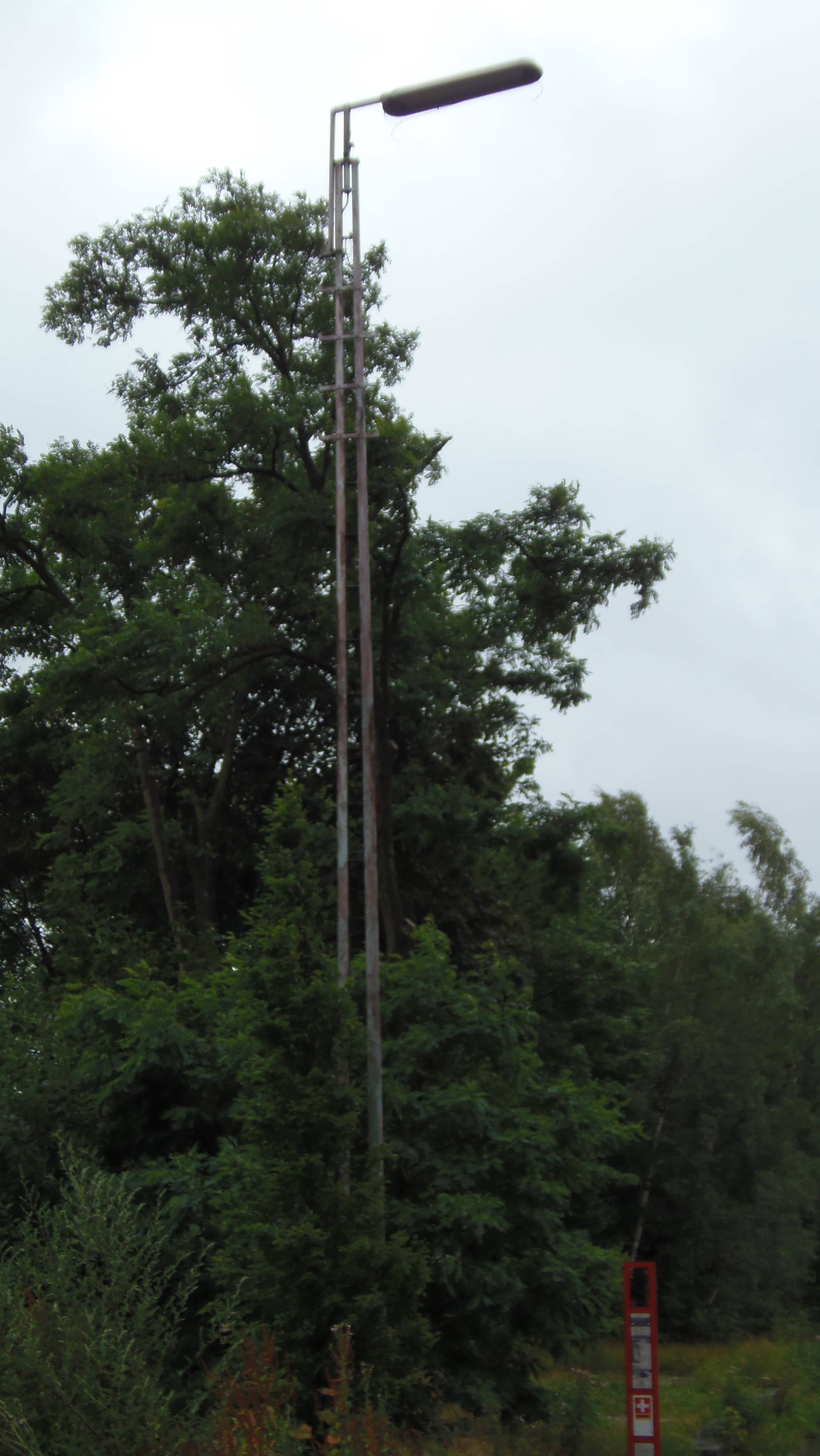
Ehemaliges Bahnhofsgelände

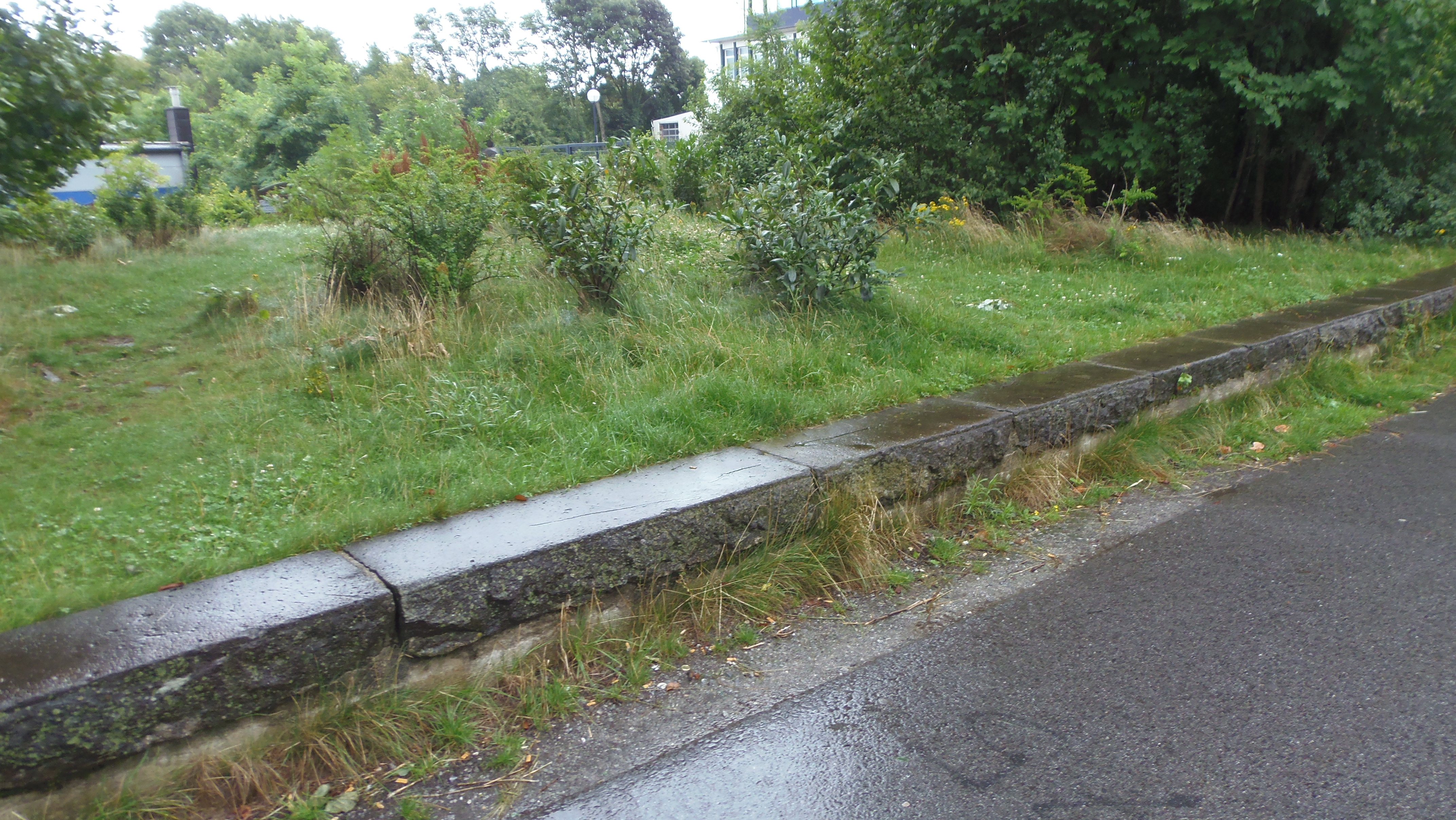
Ehemaliger Bahnsteig

Der Velberter Hauptbahnhof wurde 1925 unter dem Namen Velbert Ost eröffnet, als die Bahnstrecke Oberdüssel–Kettwig (Niederbergbahn) von Heiligenhaus nach Essen-Kettwig verlängert wurde. Er befand sich an der Bahnhofstraße/Ecke Güterstraße.
Der Bahnhof besaß einen Mittelbahnsteig und wurde auch als Güterbahnhof betrieben.
Zu den Bahnhofsanlagen gehörte auch ein Stellwerk, das 1978 abgebaut wurde.
Das Empfangsgebäude wurde 1923 eröffnet und 1988 verkauft. Es beherbergt gegenwärtig ein Restaurant; auf dem Bahnhofsplatz befindet sich heute eine Supermarkt-Filiale.
1960 wurde der Personenverkehr eingestellt. Fortan diente der Bahnhof ausschließlich dem Güterverkehr, bis auch dieser 1996 eingestellt wurde.
Am 16. Juli 2011 wurde der Panoramaradweg Niederbergbahn auf der alten Bahntrasse eröffnet.

## Heutige Situation
Velbert-Mitte besitzt heute keinen Bahnanschluss mehr. Die nächsten Bahnhöfe mit SPNV sind Velbert-Langenberg und Velbert-Neviges an der Bahnstrecke Wuppertal-Vohwinkel–Essen-Überruhr (S 9).